# Robinette (Oregon)
Robinette az Amerikai Egyesült Államok északnyugati részén, Oregon állam Baker megyéjében elhelyezkedő kísértetváros.
A település a Northwest Railway Company soha ki nem épült vasútvonala mentén jött létre; névadója James E. Robinette marylandi lakos. A posta 1909 és 1957 között működött.

## Története
1940-ben itt volt a Union Pacific Railroad szárnyvonalának északi végállomása; a lakosságszám ekkor 46 fő volt. A vasútvonal egykor Homesteadig haladt, de a vágányokat később elbontották és helyükön közutat építettek. A feltételezések szerint a teherforgalom döntő többségét a robinette-i szárnyvonal generálta.
A település helyén ma a Kígyó-folyón épített Brownlee gáttal létrehozott Brownlee-víztározó található. Az itt lévő egykori boltot Richlandbe költöztették; a Powder folyó mentén egykor a városba vezető út is víz alá került.
1949-től a víztározó létrejöttéig itt volt a Stil-Van Lumber Company székhelye, amelyet Marion Dale Stillwell az erdészeti jogokkal együtt eladott a Ellingson Lumber Companynek. Stillwell a terület elárasztásakor kártérítést kapott.

## Fordítás
- Ez a szócikk részben vagy egészben  a   Robinette, Oregon című angol Wikipédia-szócikk ezen változatának fordításán alapul.  Az eredeti cikk szerkesztőit annak laptörténete sorolja fel. Ez a jelzés csupán a megfogalmazás eredetét és a szerzői jogokat jelzi, nem szolgál a cikkben szereplő információk forrásmegjelöléseként.